# اربابان جهان (فیلم)
اربابان جهان (به انگلیسی: Masters of the Universe) فیلمی سینمایی در ژانر ابرقهرمانی آمریکایی محصول سال ۱۹۸۷ به کارگردانی گری گودارد و نویسندگی دیوید اودل با بازی دولف لاندگرن، فرانک لانگلا، کورتنی کاکس، چلسی فیلد، بیلی بارتی و مگ فاستر است. این فیلم با الهام از ماتل تیله‌ای به همین نام ساخته شده‌است و داستان دو نوجوان را که با جنگجوی قدرتمندی بنام هی-من ملاقات می‌کنند را روایت می‌کند.

## بازیگران
- دولف لاندگرن در نقش هی-من
- فرانک لانگلا در نقش اسکلت
- کورتنی کاکس در نقش جولی وینستون
- بری لیوینگستون در نقش چارلی
- جیمز تولکان در نقش detective lubic
- کریستینا پیکلز در نقش جادوگر
- مگ فاستر در نقش ایل لین
- چلسی فیلد در نقش Teela
- جان سایفر در نقش مردی در معرض
- بیلی بارتی در نقش گیلدور
- رابرت دانکن مک‌نیل در نقش کوین کریگان
- آنتونی دی لانگیس در نقش تیغه
- تونی کارول در نقش مرد عنکبوتی
- Pons Maar - Saurod
- رابرت تاورز در نقش کارگ
- پیتر بروکس در نقش سخنران